# Round Maple
Round Maple je vesnice v Edwardstone a Babergh, Suffolk, Anglie. Má 5 památkově chráněných budov, včetně The Flushing, Seasons, Quicks Farmhouse, Little Thatch a Hathaway Cottage.